# Conteville (Seine-Maritime)
Conteville település Franciaországban, Seine-Maritime megyében. Lakosainak száma 504 fő (2022. január 1.). Conteville Beaussault, Criquiers, Flamets-Frétils, Gaillefontaine, Haudricourt és Ronchois községekkel határos.

## Népesség
A település népességének változása:
| Lakosok száma | 527  | 501  | 504  | 491  | 496  | 496  | 497  | 500  | 504  |
|               | 2013 | 2015 | 2016 | 2017 | 2018 | 2019 | 2020 | 2021 | 2022 |